# Mototechna

Erste Seite der Preisliste aus dem Jahr 1977

Mototechna war ein Staatsbetrieb in der Tschechoslowakei. Heute beschäftigt sich die Aktiengesellschaft mit dem Neuwagenhandel, Werkstattdiensten und Pkw-Finanzierungsmöglichkeiten.

## Geschichte
Mototechna wurde am Anfang der 1950er Jahre gegründet und war die monopolistische Organisation, die sich mit dem Vertrieb von neuen und auch gebrauchten Kraftfahrzeugen und deren Ersatzteilen beschäftigen durfte. Mototechna war auch für den Export verantwortlich und war ein Einzelhandelsunternehmen.
Mototechna importierte in die Tschechoslowakei Fahrzeuge der Marken Trabant, Wartburg, Simca, GAZ, Moskwitsch. Später kamen auch die Marken Fiat, Renault, Ford oder Saab ins Angebot. Chrysler und Toyota hielten in den 1970ern und -80ern Einzug in die staatliche Preislisten für Kraftfahrzeuge.
1992 kam es zur Privatisierung des Staatsbetriebs. Mototechna ist heute eine Aktiengesellschaft, die Neufahrzeuge, aber auch Finanzierungsmöglichkeiten oder Werkstattdienste anbietet. Fahrzeuge der Marke Škoda sind das Hauptgeschäft des auf den tschechischen Markt ausgerichteten Unternehmens.